# Non expedit

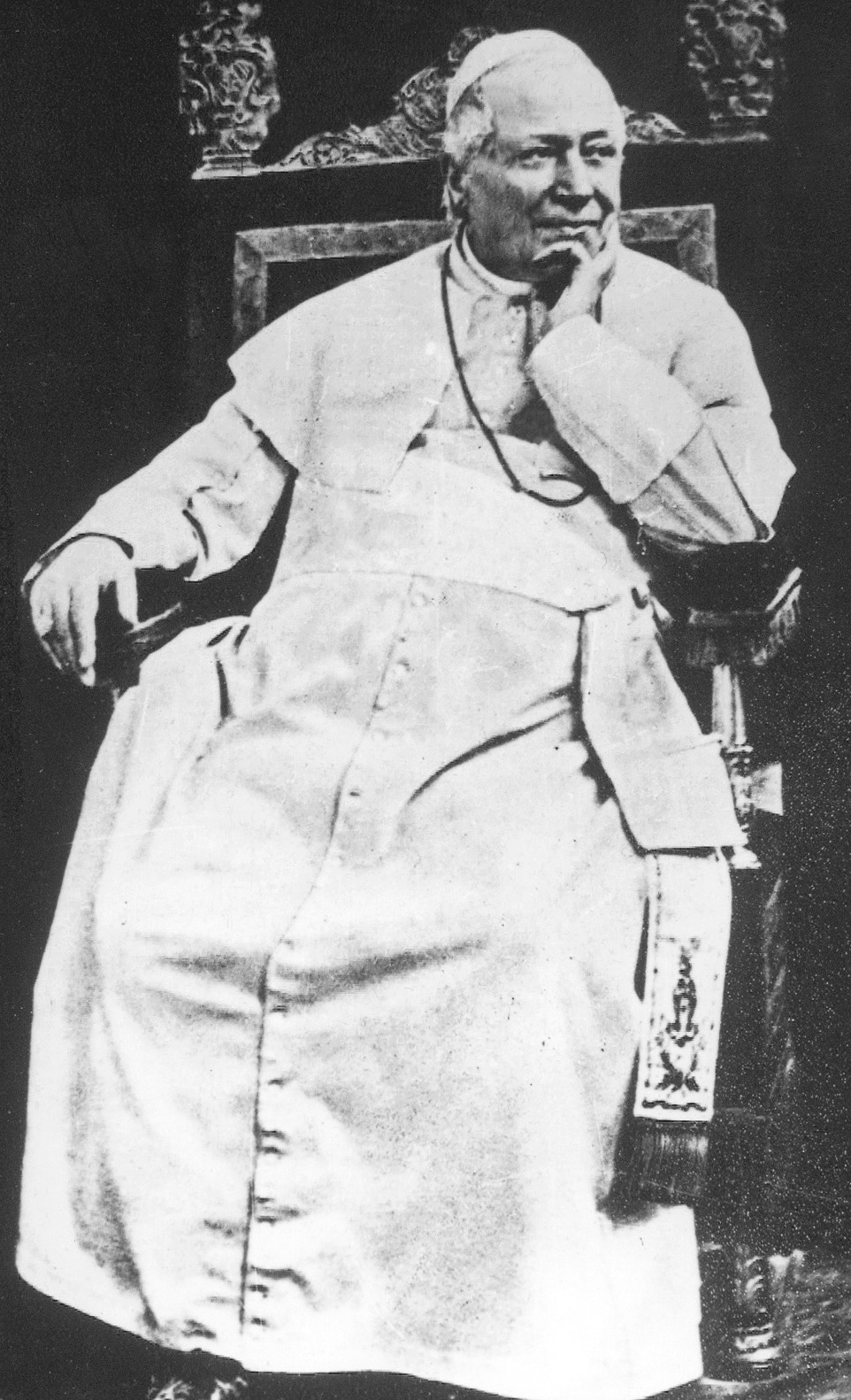
Papież Pius IX

Non expedit (z łac. nie jest pożytecznym) – encyklika papieża Piusa IX wydana 10 września 1874 o podtytule O zakazie udziału katolików w polityce państwa włoskiego.
Papież w tej encyklice zabronił katolikom biernego i czynnego udziału w wyborach parlamentarnych oraz udziału w polityce włoskiego państwa. Zakaz nie dotyczył samorządów.

## Tło powstania
W 1861 powstało Królestwo Włoch, które od początku swego istnienia przyjmowało ustawodawstwo antykościelne. Na początku lat 60. XIX w turyński dziennikarz Giacomo Margotti zaproponował, aby katolicy w proteście przeciwko podbijaniu papieskich terenów, nie głosowali w wyborach. Polityka ta została przyjęta przez Stolicę Apostolską w 1868. W 1870 Włochy zbrojnie zajęły ostatnie tereny Państwa Kościelnego. Pius IX ogłosił się więźniem Watykanu. Większość katolików była zwolennikami obalonych w wyniku zjednoczenia monarchów. Z drugiej strony przed wydaniem encykliki w parlamencie włoskim znalazło się kilku przedstawicieli katolickich m.in.: Vito d'Ondes Reggio, Augusto Conti, Cesare Cantù i inni.

## Po wydaniu
Encyklika nie spotkała się z powszechną aprobatą również w środowiskach katolickich. Już kolejny papież Leon XIII rozważał złagodzenie przepisów non expedit, jednak ostatecznie za jego pontyfikatu nie uległy one zmianie. Pius X w 1904 zgodził się udzielać indywidualnych dyspens szczególnie, gdy miały one służyć zapobiegnięciu wyborowi kandydata wywrotowego. Biskupi w takiej sytuacji mogli poprosić o dyspensę i zaprosić katolików do udziału w wyborach. Ostatecznie przepisy non expedit zniósł we wrześniu 1919 Benedykt XV.